# Joseph Marie Terray
Joseph Marie Terray, pán z La Motte-Tilly (9. prosince 1715 Boën-sur-Lignon – 18. února 1778 Paříž) byl francouzský římskokatolický duchovní a politik, během vlády krále Ludvíka XV.

## Život
Joseph Marie pocházel z rodiny, která byla sice původem venkovská, avšak po generace získávali její příslušníci stále vyšší úřady v rámci tehdejší společnosti. Josephův strýc François Terray de Rosière se stal osobním lékařem Alžběty, vévodkyně z Olréans a zbohatl díky Lawsovu systému. Otec Jean Antoine Terray se stal ředitelem solných sýpek v Lyonu a Joseph se mu narodil v prosinci 1715 z druhého manželství. Před rokem 1736 přijal Joseph Marie tonzuru a jáhenské svěcení. V roce 1736 se stal členem pařížského parlamentu jako člen-klerik.
U pařížského parlamentu měl na starost finanční záležitosti a nosil zprávy ke královskému dvoru. Stal se oblíbencem vlivné madame de Pompadour, díky které se stal členem grand'chambre v roce 1754. Ačkoli byl Joseph Marie duchovním a byl oslovován často pouze jako abbé, choval se jako libertin, čímž si vysloužil kritiku ze strany mnoha současníků.
V roce 1764 se stal opatem-komendátorem opatství v Molesme a roku 1774 dostal rovněž do správy in commendam opatství svatého Martina v Troarnu. Tyto kláštery však navštěvoval velice sporadicky. Stal se ministrem financí a námořnictva v roce 1769, resp. 1770. Získal panství v La Motte-Tilly. Z tamního zámku si zřídil svou hlavní rezidenci. Z politických úřadů byl odvolán v roce 1774, po nástupu Ludvíka XVI. na trůn. Zemřel v roce 1778 jako opat v Paříži.